# Noah Persson
Noah Karl Anders Persson (16 luglio 2003) è un calciatore svedese, centrocampista del Grasshoppers, in prestito dallo Young Boys, e della nazionale svedese.

## Carriera

### Club
Persson è cresciuto nel settore giovanile dell'Asarum, per poi passare al Mjällby nel 2019. Promosso ufficialmente in prima squadra nell'estate del 2021, debutta fra i professionisti il 7 agosto dello stesso anno, disputando l'incontro di Allsvenskan con l'Örebro, pareggiato per 2-2. Nell'ottobre dello stesso mese, prolunga il suo contratto con il club fino alla fine del 2025.
Lungo la stagione 2022, Persson si impone come titolare nella formazione giallonera, contribuendo al nono posto finale del Mjällby in campionato e attirando l'interesse del mercato nazionale ed europeo.
Il 7 febbraio 2023, viene annunciato ufficialmente l'acquisto di Persson da parte dello Young Boys, con il giocatore che firma un contratto valido fino al 30 giugno 2027 con il club svizzero, ma viene comunque lasciato in prestito al Mjällby fino all'estate seguente. L'accordo è stato raggiunto sulla base di circa dieci milioni di corone svedesi (circa 885.000 euro), diventando così la cessione più redditizia nella storia della società svedese.

### Nazionale
Dopo aver giocato nella nazionale Under-21 svedese, nel dicembre del 2022 Persson ha ricevuto dal CT Janne Andersson la sua prima convocazione ufficiale in nazionale maggiore, in vista di due partite amichevoli contro Finlandia e Islanda. Ha quindi fatto il suo debutto con i Blågult nel primo dei due incontri, disputatosi il 9 gennaio 2023, in cui ha giocato da titolare e contribuito alla vittoria per 2-0.

## Statistiche

### Presenze e reti nei club
Statistiche aggiornate al 24 aprile 2023.
| Stagione        | Squadra         | Campionato      | Campionato | Campionato | Coppe nazionali | Coppe nazionali | Coppe nazionali | Coppe continentali | Coppe continentali | Coppe continentali | Altre coppe | Altre coppe | Altre coppe | Totale | Totale |
| Stagione        | Squadra         | Comp            | Pres       | Reti       | Comp            | Pres            | Reti            | Comp               | Pres               | Reti               | Comp        | Pres        | Reti        | Pres   | Reti   |
| --------------- | --------------- | --------------- | ---------- | ---------- | --------------- | --------------- | --------------- | ------------------ | ------------------ | ------------------ | ----------- | ----------- | ----------- | ------ | ------ |
| 2021            | Mjällby         | A               | 10         | 0          | CS              | 1               | 0               |                    | -                  | -                  |             | -           | -           | 11     | 0      |
| 2022            | Mjällby         | A               | 29         | 1          | CS+CS           | 3+1             | 0               |                    | -                  | -                  |             | -           | -           | 33     | 1      |
| 2023            | Mjällby         | A               | 4          | 0          | CS              | 5               | 0               |                    | -                  | -                  |             | -           | -           | 9      | 0      |
| Totale carriera | Totale carriera | Totale carriera | 43         | 1          |                 | 10              | 0               |                    | -                  | -                  |             | -           | -           | 53     | 1      |

### Cronologia presenze e reti in nazionale
| Cronologia completa delle presenze e delle reti in nazionale ― Svezia | Cronologia completa delle presenze e delle reti in nazionale ― Svezia | Cronologia completa delle presenze e delle reti in nazionale ― Svezia | Cronologia completa delle presenze e delle reti in nazionale ― Svezia | Cronologia completa delle presenze e delle reti in nazionale ― Svezia | Cronologia completa delle presenze e delle reti in nazionale ― Svezia | Cronologia completa delle presenze e delle reti in nazionale ― Svezia | Cronologia completa delle presenze e delle reti in nazionale ― Svezia |
| Data                                                                  | Città                                                                 | In casa                                                               | Risultato                                                             | Ospiti                                                                | Competizione                                                          | Reti                                                                  | Note                                                                  |
| --------------------------------------------------------------------- | --------------------------------------------------------------------- | --------------------------------------------------------------------- | --------------------------------------------------------------------- | --------------------------------------------------------------------- | --------------------------------------------------------------------- | --------------------------------------------------------------------- | --------------------------------------------------------------------- |
| 9-1-2023                                                              | Faro                                                                  | Svezia                                                                | 2 – 0                                                                 | Finlandia                                                             | Amichevole                                                            | -                                                                     |                                                                       |
| Totale                                                                |                                                                       | Presenze                                                              | 1                                                                     |                                                                       | Reti                                                                  | 0                                                                     |                                                                       |

## Palmarès
- Campionato svizzero: 1

Young Boys: 2023-2024